# Alton (Missouri)
Alton is een plaats (city) in de Amerikaanse staat Missouri, en valt bestuurlijk gezien onder Oregon County.

## Demografie
Bij de volkstelling in 2000 werd het aantal inwoners vastgesteld op 668.
In 2006 is het aantal inwoners door het United States Census Bureau geschat op 648, een daling van 20 (-3,0%).

## Geografie
Volgens het United States Census Bureau beslaat de plaats een oppervlakte van
2,2 km², geheel bestaande uit land. Alton ligt op ongeveer 276 m boven zeeniveau.

## Plaatsen in de nabije omgeving
De onderstaande figuur toont nabijgelegen plaatsen in een straal van 36 km rond Alton.